# シエラ郡 (カリフォルニア州)
シエラ郡（英: Sierra County）は、アメリカ合衆国カリフォルニア州のシエラネバダ山脈部に位置する郡であり、州都サクラメント市の北東、ネバダ州との州境に位置する。2000年国勢調査での人口は3,555人だったが、2010年では3,240人と9%減少した。郡庁所在地は未編入地域のダウニービルである。郡内で唯一法人化された都市はロイヤルトン（2000年の人口は862人）である。

## 歴史
シエラ郡は1852年にユバ郡から分かれて設立された。その名前はシエラネバダ山脈から来ている。

## 地理
アメリカ合衆国国勢調査局に拠れば、郡域全面積は962平方マイル (2,491 km2)であり、このうち陸地は953平方マイル (2,469 km2)、水域は9平方マイル (22 km2)で水域率は0.89%である。
郡内には交通信号が1か所だけある。カリフォルニア州道49号線と同89号線の交差点にある点滅赤信号である。2007年冬に交通事故があった後に取り外され、2008年秋に新しいものに交換された。

### 国立自然保護地域
- プラマス国立の森（部分）
- タホ国立の森（部分）
- トイヤベ国立の森（部分）

### 隣接する郡
- プラマス郡 - 北
- ラッセン郡 - 北東
- ワショー郡 (ネバダ州) - 東
- ネバダ郡 - 南
- ユバ郡 - 西

## 都市と町
- ダウニービル
- ロイヤルトン（郡内で唯一法人化された都市）
- アレガニー
- カルパイン
- フォレスト
- グッドイヤーズバー
- パイク
- サットリー
- シエラシティ
- シエラビル

### ゴーストタウン
- ギブソンビル
- ハウランドフラット
- ユーレカ

## 交通

### 主要高規格道路
- アメリカ国道395号線 – ハレルヤ・ジャンクションとネバダ州コールドスプリングスの間で、ピーバインの部分だけが掛かっている
- 州間高速道路80号線 – ネバダ郡とネバダ州を繋ぐ道路としてのみ機能
- カリフォルニア州道49号線（ゴールデンチェーン・ハイウェイ）
- カリフォルニア州道89号線

### 郡道、その他の道路
- シエラ郡道A23号線
- シエラ郡道A24号線（ベックウィズ道路）
- ヘネス峠道路 – 郡内を東西に横切る、ネバダ郡のグラナイトビルとネバダ州ベルディを繋ぐ
- スタンピード・ダム道路 – トラッキーに近いボカ貯水池とを結ぶ
- ゴッドレイク道路/ハイウェイ – ゴールドレイクを通り、グライーグルで州道89号線と接続

### 公共交通
シエラ郡の公共交通はダウニービルとロイヤルトンで高齢者エージェントが運行するバンサービスに限られている。一般大衆は席が空いていれば乗車できる。

### 空港
シエラビル・ディアウォーター・フィールド空港はシエラビル近くにある一般用途空港である。

## 人口動態
以下は2000年国勢調査による人口統計データである。
| 基礎データ - 人口: 3,555人 - 世帯数: 1,520 世帯 - 家族数: 986 家族 - 人口密度: 1人/km2（4人/mi2） - 住居数: 2,202軒 - 住居密度: 1軒/km2（2/mi2） 人種別人口構成 - 白人: 94.18% - アフリカン・アメリカン: 0.20% - ネイティブ・アメリカン: 1.88% - アジア人: 0.17% - 太平洋諸島系: 0.08% - その他の人種: 1.04% - 混血: 2.45% - ヒスパニック・ラテン系: 5.99% - ドイツ系アメリカ人: 11% - イングランド系アメリカ人: 18% - アイルランド系アメリカ人: 16% - イタリア系アメリカ人: 8% 主たる言語による人口構成 - 英語: 95.3% - スペイン語: 3.4% | 年齢別人口構成 - 18歳未満: 23.3% - 18-24歳: 4.8% - 25-44歳: 24.0% - 45-64歳: 30.2% - 65歳以上: 17.7% - 年齢の中央値: 44歳 - 性比（女性100人あたり男性の人口） - 総人口: 102.0 - 18歳以上: 97.9 世帯と家族（対世帯数） - 18歳未満の子供がいる: 27.6% - 結婚・同居している夫婦: 53.1% - 未婚・離婚・死別女性が世帯主: 7.9% - 非家族世帯: 35.1% - 単身世帯: 29.0% - 65歳以上の老人1人暮らし: 11.5% - 平均構成人数 - 世帯: 2.32人 - 家族: 2.83人 収入と家計 - 収入の中央値 - 世帯: 35,827米ドル - 家族: 42,756米ドル - 性別 - 男性: 36,121米ドル - 女性: 30,000米ドル - 人口1人あたり収入: 18,815米ドル - 貧困線以下 - 対人口: 11.3% - 対家族数: 9.0% - 18歳未満: 14.3% - 65歳以上: 2.2% |

## 政治
シエラ郡はかつて大統領選挙で民主党が強い時期があった。1972年の選挙でジョージ・マクガバンが勝利したことでは州内でも数少ない郡の1つだった。最近ではアメリカ合衆国大統領および連邦議会選挙で共和党の強い地盤である。大統領選挙で民主党が最後に勝ったのは1976年のジミー・カーターである。
アメリカ合衆国下院議員の選挙では郡内の大半がカリフォルニア州第4選挙区の一部であり、カリフォルニア州議会下院議員の選挙では第3選挙区、カリフォルニア州議会上院議員の選挙では、第1選挙区に入っており、これらすべて2010年時点で共和党議員が努めている。
2008年の命題8に関する住民投票で郡内投票者の64.2%は法案に賛成した。これは同性同士の結婚を禁止するためのカリフォルニア州憲法修正案だった。
2009年に行われた州全体の特別選挙で、「ロサンゼルス・タイムズ」の記事に拠れば、シエラ郡の投票率は56.6%と州内のどの郡よりも高く、州全体の投票率約23%の2倍近かった。
ロイヤルトンが郡内で最も人口が多い自治体であり唯一の法人化都市であるので、郡管理委員会の会合の半分は郡庁所在地のダウニービルで、半分はロイヤルトンで開催されている。

## 統一教育学区
- シエラ・プラマス合同統一教育学区[7]